# Olibanum

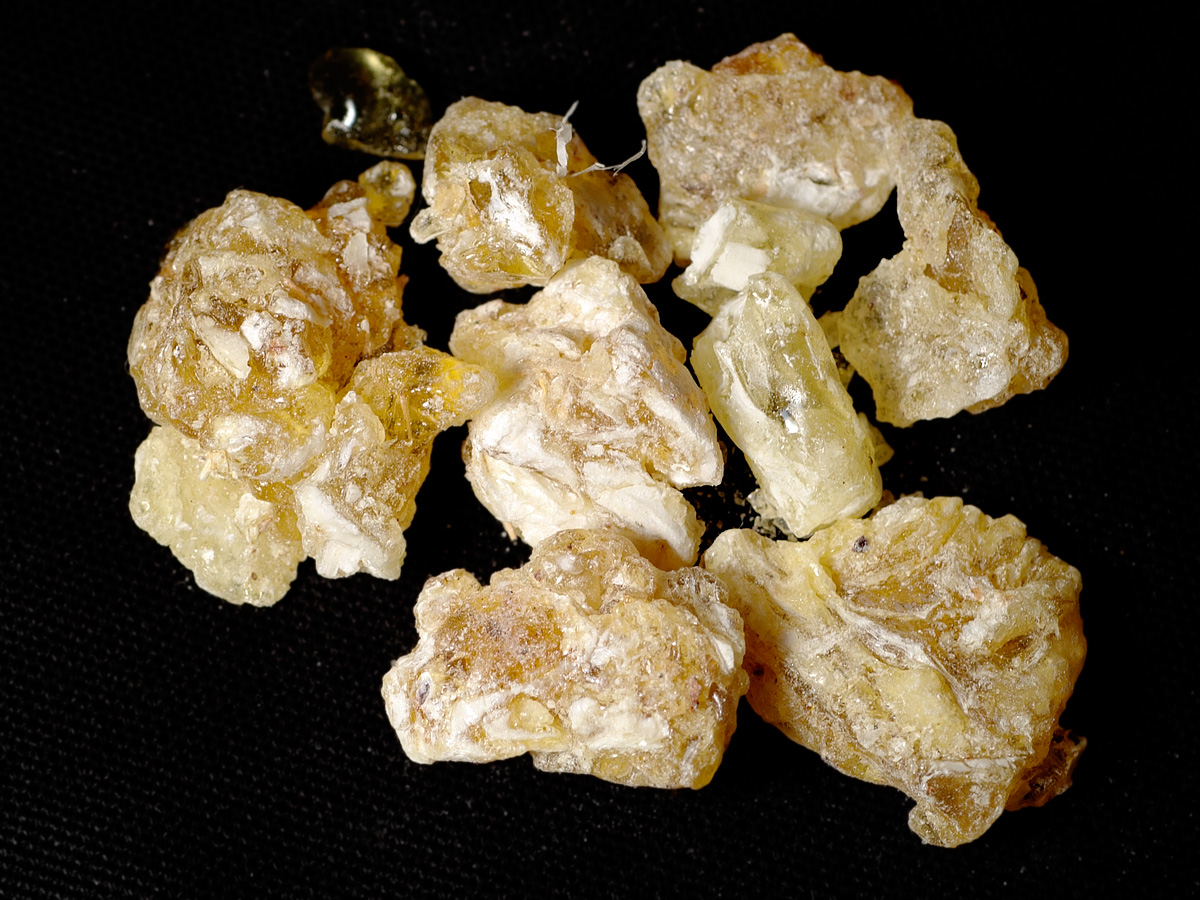
Grudki kadzidła

Olibanum (arab. ‏اللُّبَان‎ al-lubbān) – żywica pozyskiwana z drzew rodzaju kadzidla (Boswellia) rosnących na półpustyniach i obrzeżach pustyń północno-wschodniej Afryki oraz na Półwyspie Indyjskim. Świeżo wypływająca z drzew żywica ma postać soku, który wkrótce zestala się w pachnącą, ziarenkowatą, żółtawobrązową masę. Zawiera 60–70% żywicy, 27–35% gumożywicy oraz 3–8% olejków eterycznych. Żywicę pozyskuje się od grudnia do maja poprzez zdjęcie z pni drzew zewnętrznej pergaminowej kory i nacięcie jej spodniej warstwy. Żywica wypływa w postaci białych kropel o konsystencji mleka i szybko zastyga na powietrzu. Może być przez kilka miesięcy przechowywana w suchych jaskiniach. Do wytwarzania olibanu wykorzystywano trzy gatunki drzew z rodzaju kadzidla: Boswellia carteri, Boswellia papyrifera i Boswellia serrata.

## Zastosowanie
- Odświeżający, cytrusowy aromat olibanum sprawia, że od tysiącleci jest używane w rytuałach oczyszczających i w medytacji. Jest jednym z głównych składników do wytwarzania kadzidła[1]. Używane jest także jako dodatek do świec zapachowych[2].
- Olibanum ma własności lecznicze. W tradycyjnej medycynie indyjskiej jest używane w leczeniu stanów zapalnych stawów i kości, stanów zapalnych i bólowych kręgosłupa, nieżytów układu oddechowego. Ma także własności wykrztuśne, antyseptyczne, przeciwlękowe i przeciwnerwicowe[3].
- Badania naukowe na zwierzętach potwierdzają, że olibanum rzeczywiście działa przeciwbólowo, immunomodulująco, uspokajająco, przeciwbakteryjnie i wykrztuśnie, antyproliferacyjnie wobec nowotworów, zmniejsza stany zapalne w przebiegu reumatyzmu i wpływa korzystnie na wątrobę[3].